# René Auberjonois
Za švicarskega slikarja glej René Victor Auberjonois
René Murat Auberjonois, ameriški filmski igralec, * 1. junij 1940, New York, New York, ZDA, † 8. december 2019, Los Angeles, ZDA.
Auberjonois je najbolj znan po svoji vlogi iz 1980. v televizijskem šovu Benson, po vlogi stražnika Oda v znanstvenofantastični televizijski nadaljevanki Zvezdne steze: Deep Space Nine (Star Trek: Deep Space Nine) in po vlogi duhovnika Johna Patricka 'Daga Reda' Mulcahyja v filmski inačici M*A*S*H-a.